# Malphas: Book of Angels Volume 3

Malphas: Book of Angels Volume 3 est un album de John Zorn joué par Mark Feldman et Sylvie Courvoisier, sorti en 2006 sur le label Tzadik. Les compositions sont de John Zorn, les arrangements de Courvoisier/Feldman. 

## Titres
| 1.    | Azriel   | 4:12 |
| 2.    | Basus    | 3:27 |
| 3.    | Rigal    | 4:15 |
| 4.    | Kafziel  | 4:23 |
| 5.    | Labariel | 6:20 |
| 6.    | Zethar   | 1:44 |
| 7.    | Paschal  | 5:21 |
| 8.    | Boel     | 4:35 |
| 9.    | Sammael  | 3:05 |
| 10.   | Padiel   | 6:27 |
| 11.   | Sretil   | 2:49 |
| 46:38 |          |      |

## Personnel
- Sylvie Courvoisier: Piano
- Mark Feldman: Violon